# Cranichis hassleri
Cranichis hassleri är en orkidéart som beskrevs av Célestin Alfred Cogniaux. Cranichis hassleri ingår i släktet Cranichis, och familjen orkidéer.
Artens utbredningsområde är Paraguay. Inga underarter finns listade i Catalogue of Life.